# على حافة الحب
على حافة الحب (بالإنجليزية: The Edge of Love)‏ هو فيلم دراما اصدره جون مايبوري عام 2008م من بطولة كيرا نايتلي، وسينا ميلير، وكيليان مورفي، وماثيو ريس. السيناريو من كتابة شارمان ماكدونالد.
والفلم سمي في الأصل بأفضل الأوقات في حياتنا (بالإنجليزية: The Best Time of Our Lives)‏ لكنه غير فيما بعد ليصبح «على حافة الحب».

## روابط خارجية
- على حافة الحب على موقع IMDb (الإنجليزية)
- على حافة الحب على موقع ميتاكريتيك (الإنجليزية)
- على حافة الحب على موقع روتن توميتوز (الإنجليزية)
- على حافة الحب على موقع نتفليكس (الإنجليزية)
- على حافة الحب على موقع قاعدة بيانات الأفلام العربية
- على حافة الحب على موقع ألو سيني (الفرنسية)
- على حافة الحب على موقع Turner Classic Movies (الإنجليزية)
- على حافة الحب على موقع أول موفي (الإنجليزية)
- على حافة الحب على موقع فيلمافينيتي (الإسبانية)
- على حافة الحب على موقع قاعدة بيانات الأفلام السويدية (السويدية)